# Pierre Michel Pango
Pierre-Michel Pango (Dabou, 17 settembre 1928 – Abidjan, 20 ottobre 1993) è stato un presbitero e musicista ivoriano.

## Biografia
Nato in una famiglia cattolica, Pango frequentò la scuola primaria e la scuola secondaria al seminario minore di Bingerville, dove ricevette una formazione musicale di base. Finita la scuola, entrò al seminario maggiore a Ouidah in Dahomey e nel 1957 fu ordinato prete ad Abidjan. Pango ha esercitato il ministero sacerdotale in diverse località tra cui Grand-Bassam, Dabou, Adiaké e in alcuni quartieri e sobborghi di Abidjan. Pango si è occupato anche dell'educazione dei ragazzi e dei giovani ed ha fondato la scuola primaria Les Patronnages e il Pensionnat des jeunes M. René Kouassi.
In campo musicale, Pango ha cominciato ad esercitare le sue competenze diventando maestro del coro del seminario minore di Bingerville e introducendo nella musica sacra gli strumenti e i ritmi tradizionali del popolo Nzima, una popolazione dell'etnia Akan. Nel 1959, in occasione dei venticinque anni di sacerdozio di René Kouassi, primo prete ivoriano, Pango compose la Messe des lagunes, con i ritmi africani al posto dei tradizionali canti gregoriani, che diresse in qualità di maestro del coro; alla cerimonia era presente il deputato Félix Houphouët-Boigny, che si congratulò con Pango. Qualche anno dopo, la Messe des lagunes divenne un disco. Nel 1960, in vista della concessione dell’indipendenza alla Costa d’Avorio venne bandito un concorso musicale per la composizione del futuro inno nazionale; Boigny convinse Pango a partecipare e il giovane prete compose la musica dell'Abidjanaise, mentre le parole dell'inno vennero composte da un altro prete cattolico, Pierre-Marie Coty. L'Abidjanaise vinse il concorso, ma un politico ivoriano, Mathieu Ekra, convinse il futuro presidente Boigny ad emendare il testo, per cui apportò alcune modifiche insieme al politico Joachim Bony. Dopo la proclamazione dell'indipendenza Pango fu riconosciuto come autore della musica dell'inno ma come autore principale delle parole venne indicato Ekra anziché Coty. In seguito, Pango ha composto altre opere musicali e ha fondato le corali Union Vocale Artistique et Culturelle de Côte d’Ivoire (UVACCI) ad Anono (un grande villaggio vicino Abidjan) e Vox Magna a Lokodjro (un quartiere di Abidjan); quest'ultima corale lo ha reso celebre, per cui è stato chiamato ad insegnare musica all'Istituto Nazionale delle Arti.

## Discografia
- 1964: Honneur à l'Abidjanaise
- 1964: L'Abidjanaise: Hymne national original de la Côte d'Ivoire
- 1964: Assinie
- 1965: Deux Chants sacrés
- 1965: O toi, noble Abidjan
- 1966: Messe des lagunes

## Onorificenze
- Cavaliere dell'Ordine al Merito Ivoriano
- Ufficiale dell'Ordine al Merito Culturale
- Cavaliere dell'Ordine al Merito della Pubblica Istruzione
- Commendatore dell'Ordine al Merito Ivoriano (riconoscimento postumo)